# Letlhakeng
Letlhakeng é uma vila localizada no distrito Kweneng em Botswana. Possuía, em 2011, uma população estimada de 7 229 habitantes. É a maior localidade do subdistrito Kweneng West.